# Ascensión (Camilo)
Ascensión es un cuadro de Francisco Camilo pintado en 1651 que actualmente forma parte de la colección permanente del Museo Nacional de Arte de Cataluña de Barcelona, España, fue adquirido por el museo en 1944.

## Descripción
San Juan Evangelista, arrodillado en primer plano, nos introduce en la escena, mientras el resto de apóstoles, María Magdalena y la Virgen María se extasían al ver a Cristo que se eleva, en la parte superior del lienzo, en el centro de un celaje que pronto lo llevará junto al Padre Eterno. En la zona inferior, las huellas de sus pies quedan impresas en la roca como testimonio de su paso terrenal.

## Análisis
El tema representado es fundamental para la doctrina católica: explica el triunfo y la glorificación de Jesucristo según las profecías de las Sagradas Escrituras. El hecho aparece en el Antiguo Testamento, en los Salmos, y en el Nuevo Testamento, en los relatos de los evangelistas Lucas y Marcos, aunque los detalles pueden comprobarse en los Hechos de los Apóstoles (Hch 1:9-10): «Dicho esto, fue elevado ante sus ojos hasta que una nube lo ocultó de su vista. Y mientras estaban mirando fijamente al cielo [...]». Las marcas en el suelo son un detalle de tradición medieval que se difundió a través de los grabados de Alberto Durero. Ahora bien, el tratamiento de las nubes atravesadas por rayos de luz o el movimiento de las vestiduras de Jesús agitadas por el viento ascendente son propios del estilo pleno barroco. Los colores, con una rica gama de rojos, azules, verdes y veladuras rosadas, evocan las paletas venecianas, y la composición recuerda a la Asunción de la Virgen de Tiziano para Santa Maria Gloriosa dei Frari en Venecia.
Un hermoso cuadro de altar que refleja fielmente el sentimiento devocional y el quehacer de la manera avanzada del pintor madrileño, quien, sin lugar a dudas, conoció en profundidad los lienzos venecianos de la colección real española.